# Москоу (Огайо)
Москоу (англ. Moscow) — селище (англ. village) в США, в окрузі Клермонт штату Огайо. Населення — 155 осіб (2020).

## Географія
Москоу розташований за координатами 38°51′36″ пн. ш. 84°13′42″ зх. д. / 38.86000° пн. ш. 84.22833° зх. д. (38.859922, -84.228243).  За даними Бюро перепису населення США в 2010 році селище мало площу 1,01 км², з яких 0,95 км² — суходіл та 0,06 км² — водойми.

## Демографія
Згідно з переписом 2010 року, у селищі мешкало 185 осіб у 81 домогосподарстві у складі 51 родини. Густота населення становила 184 особи/км².  Було 96 помешкань (95/км²).
Расовий склад населення:
| - 98,4 % — білих - 1,1 % — чорних або афроамериканців |

До двох чи більше рас належало 0,0 %. Частка іспаномовних становила 1,6 % від усіх жителів.
За віковим діапазоном населення розподілялося таким чином: 16,8 % — особи молодші 18 років, 68,1 % — особи у віці 18—64 років, 15,1 % — особи у віці 65 років та старші. Медіана віку мешканця становила 47,7 року. На 100 осіб жіночої статі у селищі припадало 107,9 чоловіків;  на 100 жінок у віці від 18 років та старших — 100,0 чоловіків також старших 18 років.
Середній дохід на одне домашнє господарство  становив 56 568 доларів США (медіана — 58 750), а середній дохід на одну сім'ю — 73 818 доларів (медіана — 74 167). За межею бідності перебувало 22,6 % осіб, у тому числі 0,0 % дітей у віці до 18 років та 15,8 % осіб у віці 65 років та старших.
Цивільне працевлаштоване населення становило 70 осіб. Основні галузі зайнятості: виробництво — 25,7 %, транспорт — 20,0 %, будівництво — 15,7 %, роздрібна торгівля — 14,3 %.